# Daian-ji
Daian-ji (大安寺?) es uno de los Siete Grandes Templos budistas de Nara, Japón, que fue fundado durante el período Asuka. Ha sufrido una evolución desde el período Nara hasta el siglo XIX, cuando fue totalmente restaurado y cuya formación es la que hoy en día se puede observar. 

## Historia
El Nihon Shoki registra la fundación del Kudara Dai-ji Kudara Dai-ji (百済大寺?), predecesor del Daian-ji, en 639 durante el reinado del emperador Jomei. Una pagoda de nueve pisos fue agregada poco después. Movido durante el reinado del emperador Temmu, las excavaciones han descubierto los fundamentos del sitio del Daikandai-ji (Daikandai-ji (大官大寺?), como entonces se conocía, a setecientos metros al sur del Monte Kagu. Como Yakushi-ji, y Gangō-ji, el templo se trasladó a la nueva capital de Heijō-kyō en 716/7, y fue reconstruido como el Daian-ji en 729. Su importancia disminuyó cuando la capital se trasladó otra vez a Kioto al final del período de Nara. Una sucesión de incendios, un tifón en 1459 y terremotos en 1585 y 1596 destruyeron la mayor parte del templo. Las bases de piedra de las antiguas pagodas gemelas fueron removidas para ser reutilizadas en Kashihara Jingū en 1889, mientras que las ruinas de los otros edificios se encuentran en propiedades adyacentes.

## Tesoros
El templo alberga nueve estatuas en un estilo conocido como Daianji-yoshiki, pero la aclamada estatua de Sakyamuni, supuestamente perteneciente al siglo XII, considerada la mayor obra de arte en toda la región de Nara, ahora se encuentra perdida. Las siguientes estatuas del período Nara han sido designadas como propiedades culturales importantes: un Jūichimen Kannon, un Senjū Kannon, un Fukūkensaku Kannon, un Yōryū Kannon, Shō Kannon -todos Guan Yin- y un conjunto de Cuatro Reyes Celestiales. Los registros del templo datan de la era Tenpyō (747) también se han designado como una característica cultural importante y ahora se guardan en la prefectura de Chiba.